# Tulia
Tulia ist eine polnische Folk-Band. Sie kombiniert polnische Folk-Musik mit modernem Pop und dem so genannten Weißen Gesang.

## Geschichte
Tulia wurde 2017 von den Stettiner Musikerinnen Joanna Sinkiewicz, Dominika Siepka, Patrycja Nowicka und Tulia Biczak gegründet. Die Band wurde in Polen dadurch bekannt, dass sie im Oktober 2017 ein Folk-Cover des Liedes Enjoy the Silence der Band Depeche Mode auf YouTube veröffentlichte.
2018 trat Tulia zusammen mit Natalia Nykiel und Pianohooligan beim Fryderyk auf, dem wichtigsten polnischen Musikpreis, wofür die Band in Polen sehr viel Lob erhielt. Tulia war für die Vergabe der Fryderyk-Preise in drei Kategorien nominiert, die sie alle gewann. Außerdem spielte sie 2018 auf vielen Festivals in Polen und ihre Tour in Polen war ausverkauft. Ihr im Mai 2018 veröffentlichtes Debütalbum erreichte in Polen Platin-Status.
Im Februar 2019 wurde die Band für Polen zur Teilnahme am Eurovision Song Contest 2019 in Tel Aviv in Israel nominiert. Anfang März wurde ihr Wettbewerbslied Fire of Love (Pali się) vorgestellt. Im ersten Halbfinale des ESC am 14. Mai scheiterten Tulia schließlich denkbar knapp an der Finalteilnahme vier Tage später und mussten mit 122 zu 120 Punkten den Nachbarn aus Belarus den Vortritt lassen.

## Diskografie

### Alben
- 2018: Tulia
- 2021: Półmrok

### Singles
- 2017: Enjoy the Silence
- 2018: Nieznajomy
- 2018: Jeszcze Cię nie ma
- 2018: Wstajemy już
- 2018: Fire of Love (Pali się)
- 2019: Fire of Love (Pali się)
- 2019: Trawnik (feat. Kasia Kowalska)
- 2019: Rzekaż
- 2020: Burza
- 2021: Marcowy
- 2021: Przepięknie